# Bhasera
Bhasera je priimek več oseb:    
- Michael Dixon Bhasera, zimbabvejski rimskokatoliški škof
- Onismor Bhasera, zimbabvejski nogometaš